# Olof Molander
Olof Molander, né le 8 octobre 1892 à Helsinki et mort le 26 mai 1966  à Stockholm, est un réalisateur suédois.

## Biographie
Molander était le fils de l'écrivain et directeur de théâtre Harald Molander et de l'actrice Lydia Wessler, et le frère du metteur en scène Gustaf Molander.
Molander est entré à l'école d'étudiants Dramatens en 1912 et a commencé sa carrière en tant qu'acteur. En 1918, il souffre d'une paralysie faciale et passe à la mise en scène, devenant, avec Alf Sjöberg, le plus important metteur en scène de théâtre du XXe siècle. Il a travaillé au théâtre des années 1920 au début des années 1960.
De 1934 à 1938, Molander a dirigé le Théâtre dramatique royal, où il s'est fait connaître pour ses méthodes de mise en scène sévères et sa façon dictatoriale de diriger le théâtre, ce qui l'a contraint à démissionner en 1938. Cependant, sa grandeur artistique est incontestable et ses mises en scène psychologiques et profondes des pièces de Strindberg sont légendaires. Ingmar Bergman, par exemple, considérait Olof Molander comme sa plus grande source d'inspiration artistique en tant que metteur en scène de théâtre.
Olof Molander était également un ami proche de la famille Dybeck, d'Isaac Grünewald, de Pär Lagerkvist et de Hjalmar Gullberg.
Molander est enterré au cimetière du Nord de Solna, près de Stockholm.
Molander était par ailleurs catholique.

## Filmographie partielle
- 1925 : La Dame aux camélias (Damen med kameliorna)
- 1942 : General von Döbeln
- 1943 : Jag dräpte
- 1945 : Oss tjuvar emellan eller En burk ananas